# Kolloidale Infusionslösung

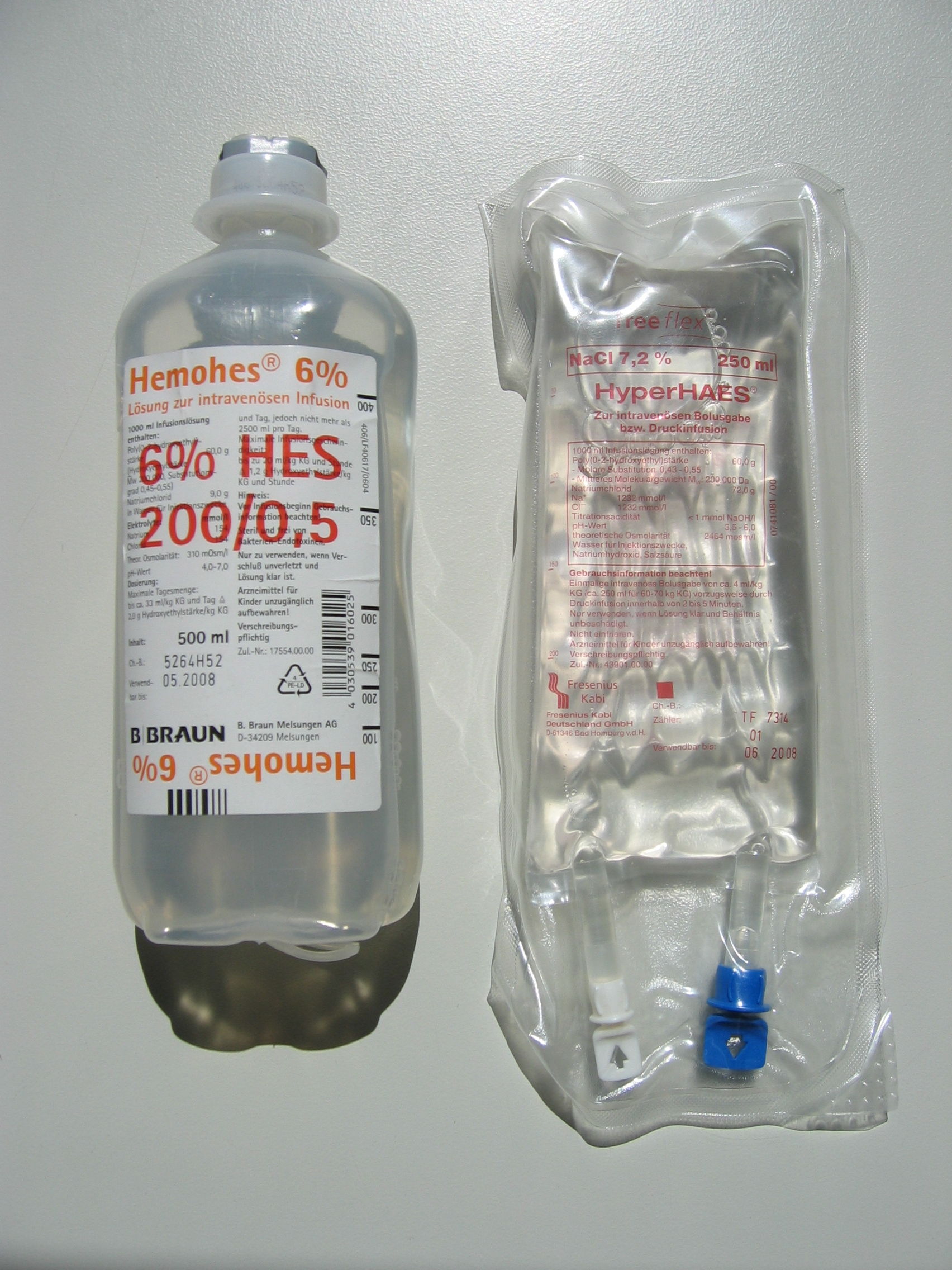
HAES und Hyper-HAES

Kolloidale Infusionslösungen sind in der Infusionstherapie eingesetzte Präparate, die eine Stabilisierung oder Zunahme des Volumens in den Blutgefäßen bewirken. Sie enthalten kolloidale Makromoleküle wie Kohlenhydrate (Hydroxyethylstärke, Dextrane) oder Proteine (Gelatine oder humanes Albumin). Da diese die Gefäßwand nicht überschreiten können, wird der durch sie erhöhte kolloidosmotische Druck so lange aufrechterhalten, bis die Moleküle über enzymatischen Abbau oder Aufnahme durch das mononukleäre Phagozytosesystem eliminiert sind. Dadurch ergibt sich ein ausgeprägter Effekt auf das Blutvolumen, weshalb sie zum Ausgleich größerer Volumenverluste beim hypovolämischen Schock eingesetzt werden. Die Verbesserung der Mikrozirkulation, die die Kolloide bewirken, wirkt sich im Schock zusätzlich positiv aus.
Je nach Präparation verhalten sich die Lösungen hypo- bis isoonkotisch (niedriger oder gleicher kolloidosmotischer Druck) im Vergleich zum Blutplasma (Plasmaersatzmittel wie das Dextran-Präparat Macrodex) oder hyperonkotisch (höherer kolloidosmotischer Druck, Plasmaexpander). Durch die hyperonkotische Wirkung wird Wasser aus dem Extrazellularraum in die Blutbahn gezogen und so einem Volumenverlust entgegengewirkt.

## Mögliche Nebenwirkungen
Mögliche Nebenwirkungen sind Veränderungen in der Blutgerinnung (Blutungsneigung),  anaphylaktische Reaktionen und akutes Nierenversagen. Humanalbumin beinhaltet zusätzlich das Risiko der Übertragung von Virusinfektionen.

## Ruhende Zulassung von HES
Das Bundesinstitut für Arzneimittel und Medizinprodukte (BfArM) empfahl am 24. Juni 2013, bis zum Abschluss des europäischen Risikobewertungsverfahrens „von der Anwendung hydroxyethylstärkehaltiger Infusionslösungen abzusehen“. Seit 2018 ist Hydroxyethylstärke nicht mehr in Europa zugelassen.
Siehe im Artikel Hydroxyethylstärke